# Bridelia curtisii
Bridelia curtisii är en emblikaväxtart som beskrevs av Joseph Dalton Hooker. Bridelia curtisii ingår i släktet Bridelia och familjen emblikaväxter. Inga underarter finns listade i Catalogue of Life.